# Сыновья Кэти Элдер
Сыновья Кэти Элдер (англ. The Sons of Katie Elder) — американский вестерн 1965 года режиссёра Генри Хэтэуэя. Сценарий фильма основан на рассказе Талбота Дженнингса.

## Сюжет
Четверо братьев Элдер приезжают в родной город после смерти матери. Эти мужчины представляют разные личности и характеры: Джон — предусмотрительный стрелок, Том — безрассудный и азартный игрок, Мэт — осторожный торговец, а самый молодой и наименее сообразительный, Бад, — студент колледжа. Оказавшись там, они узнают, что семейная реликвия их матери, величественное ранчо, принадлежит местному торговцу оружием Гастингсу, который выиграл его у отца Элдер в карточной игре незадолго до его необъяснимого убийства. Вскоре братья обнаруживают, что он стоит за смертью их отца. Затем им предстоит столкнуться с хитрым и безжалостным Гастингсом, подкупленным им шерифом и местным сообществом. Это противостояние, полное перестрелок и жертв с обеих сторон, в конце концов заканчивается дуэлью между Гастингсом и Джоном Элдером. Джон выходит победителем, ведь только он, благодаря своим способностям, способен победить Гастингса.

## Актёрский состав
- Джон Уэйн — Джон Элдер
- Дин Мартин — Том Элдер
- Марта Хайер — Мэри Гордон
- Майкл Андерсон (младший)[англ.] — Бад Элдер
- Эрл Холлиман — Мэт Элдер
- Джереми Слейт — Бен Латта
- Джеймс Грегори — Морган Гастингс
- Пол Фикс — Билли Уилсон
- Джордж Кеннеди — Керли
- Деннис Хоппер — Дэйв Гастингс
- Шелдон Оллман — Гарри Эверс
- Джон Лител — пастор
- Джон Дусетт — Хайзелман
- Джеймс Вестерфилд — мистер Веннар
- Рис Уильямс — Чарли Страйкер
- Джон Куолен — Чарли Биллер
- Родольфо Акоста — Бонди Адамс
- Строзер Мартин — Джеб Росс
- Перси Хелтон — мистер Пиви
- Карл Свенсон[англ.] — Док Исделл

## О фильме
Картина частично основана на реальной истории братьев Марлоу, живших в Оклахоме во второй половине XIX века, рассказанной Гленн Ширли в её книге 2009 года.
Фильм был очень хорошо принят критиками, с похвалой за режиссуру, особенно за игру Уэйна. По их словам, они создали классический, даже стандартный боевик-вестерн.
В рейтинге популярного киносайта Rotten Tomatoes картина на данный момент (2022 год) имеет 100%, высший, положительный рейтинг «красных помидоров».
Места действия фильма — Дуранго в Колорадо, Мехико и Западная Сьерра-Мадре.
Картина оказалась достаточно удачной с финансовой точки зрения, доходы от её распространения в несколько раз превысили затраты на её производство.

## Ремейк
В 2005 году Джон Синглтон снял ремейк фильма. Он назывался «Четыре брата» (в российском прокате «Кровь за кровь»), и его действие происходило в реалиях современного Детройта.